# Meteoryt żelazno-kamienny

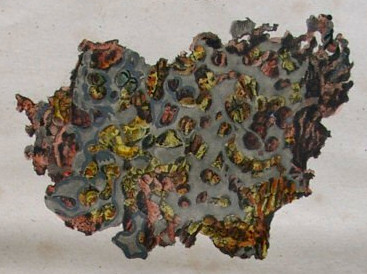
Meteoryt Krasnojarsk jest przykładem pallasytu jednego z rodzajów meteorytów żelazno-kamiennych.

Meteoryt żelazno-kamienny – jeden z trzech podstawowych typów meteorytów. Meteoryty żelazno-kamienne dzielimy jeszcze na mezosyderyty i pallasyty. Są zbudowane z metalicznego żelaza oraz minerałów krzemianowych. 